# Neopurcellia capricornia
Neopurcellia capricornia is een hooiwagen uit de familie Pettalidae.